# Deppea keniae
Deppea keniae är en måreväxtart som beskrevs av Attila L. Borhidi och Saynes. Deppea keniae ingår i släktet Deppea och familjen måreväxter. Inga underarter finns listade i Catalogue of Life.